# ManuElla
Manuela Brečko, född 31 januari 1989 i Celje, mer känd som ManuElla, är en slovensk sångerska.

## Eurovision
Den 27 februari 2016 deltog ManuElla i EMA 2016 med låten "Blue and Red". Från de totalt tio tävlande bidragen valdes hon ut av juryn tillsammans med Raivens "Črno bel" att gå vidare till det avgörande momentet. I finalomgången utsågs vinnaren med hjälp av 100% telefonröster och ManuElla vann med 3 865 röster mot Raivens 3 738.
Vinsten innebär att ManuElla kommer representera Slovenien i Eurovision Song Contest 2016 i Stockholm med sin låt. Hon kommer att framföra bidraget i den andra semifinalen i Globen den 12 maj 2016.

## Diskografi

### Singlar
- 2012 - "Raztrgaj me nežno"
- 2013 - "Il futuro"
- 2013 - "V tvojem ognju (Inferno)"
- 2013 - "Zadnji ples"
- 2013 - "Barve"
- 2014 - "Silent Night"
- 2016 - "Blue and Red"